# Gummanur, Davanagere
Gummanur là một làng thuộc tehsil Davanagere, huyện Davanagere, bang Karnataka, Ấn Độ.